# Founder FIT
Founder FIT（ファウンダーフィット）は、方正が販売するDTPソフトウェアである。

## 特徴
- あらかじめ定型カセット（子組）パターンを登録し、データベースの項目と関連付けを行なうことにより、大量のデータを短時間に自動組版するのが最大の特徴。
- 自動組版機能で作成したレイアウトデータの修正が自動的にデータベースへ反映される。
- ｢データパレット｣でデータベース内の各項目が確認可能。
- 修正状況が色分けで確認可能。
- 目次やインデックス等の表組みを作成する機能がある。
- 作図ソフトがなくても、文字飾り機能等で編集可能。